# Saison 2020 de l'ATP
Cet article traite de la saison 2020 de tennis masculin. Pour la saison féminine, voir Saison 2020 de la WTA.
Pour des articles plus généraux, voir 2020 en tennis et ATP Tour.
Vainqueurs des tournois majeurs
Cet article rassemble les résultats des tournois de tennis masculin de la saison 2020. Celle-ci est constituée de 32 tournois individuels et 2 compétitions par équipes répartis en plusieurs catégories :
- 30 organisés par l'ATP : 
  - l'ATP Cup (compétition par équipes) se déroulant pour la première fois en 2020 ;
  - les Masters 1000, au nombre de 3 ;
  - les ATP 500, au nombre de 7 ;
  - les ATP 250, au nombre de 18 ;
  - les ATP Finals qui réunissent les huit meilleurs joueurs et paires au classement ATP Race en fin de saison ;
- 4 organisés par l'ITF :
  - 3 tournois du Grand Chelem ;
  - la Coupe Davis (compétition par équipes).

Le calendrier est perturbé à cause des mesures sanitaires engendrées par la pandémie de Covid-19.
Marin Čilić, Juan Martín del Potro, Novak Djokovic, Roger Federer, Andy Murray, Rafael Nadal, Dominic Thiem et Stanislas Wawrinka sont les huit joueurs en activité qui ont remporté au moins un tournoi du Grand Chelem en simple.

## Nouveautés
Dans la catégorie Masters 1000, le tournoi de Cincinnati se déroule à New-York en raison de la pandémie de Covid-19. Tous les autres changements concernent des tournois ATP 250 :
- Les tournois de Brisbane (dur (ext.)), Sydney (dur (ext.)) et la Hopman Cup disparaissent au profit d'une nouvelle compétition par équipes : l'ATP Cup se déroulant à Brisbane, Sydney et Perth.
- Le tournoi d'Adélaïde (dur (ext.)), disparu du calendrier en 2009, fait son retour en janvier.
- Le tournoi de Pune (dur (ext.)) se déroule au mois de février au lieu de janvier.
- Le tournoi de São Paulo (terre (int.)) est remplacé par le tournoi de Santiago (terre (ext.)) qui avait disparu du calendrier en 2015.
- Le tournoi de Sofia (dur (int.)) se déroule au mois de novembre au lieu de février.
- Le tournoi de Cologne (dur (int.)) refait son apparition pour la 1re fois depuis 1992 en raison de la pandémie de Covid-19, il se déroule en novembre.
- Les tournois de Sardaigne (terre (ext.)) et Noursoultan (dur (int.)) sont exceptionnellement créés après la pandémie de Covid-19, ils se déroulent en novembre.
- Le tournoi de Saint-Pétersbourg (dur (int.)) est exceptionnellement promu ATP 500 pour une saison en raison des nombreuses annulations des tournois de cette catégorie après la pandémie de Covid-19.

## Conséquences de la pandémie de Covid-19
- Le tournoi de Wimbledon est annulé. Pour la première fois depuis 1945, un tournoi du Grand Chelem est retiré du calendrier.
- Les Masters 1000 d'Indian Wells, de Miami, de Monte-Carlo, de Madrid, de Toronto et de Shanghai sont annulés.
- Les ATP 500 de Barcelone, de Halle, du Queen's, de Washington, de Tokyo, de Pékin et de Bâle sont annulés.
- Les Jeux olympiques d'été de 2020 à Tokyo sont reportés en 2021.
- Les Next Generation ATP Finals sont annulés.
- Le classement ATP est gelé entre le 16 mars et le 24 août. À la reprise du circuit, son fonctionnement change. Les points des joueurs comptabilisés au 16 mars ne peuvent être perdus en 2020, à moins qu'ils ne soient remplacés par un meilleur résultat. Le total des points est donc calculé comme la somme des 18 meilleurs résultats d'un joueur entre mars 2019 et décembre 2020, tout en ne comptant qu'une seule fois les points d'un tournoi si le joueur y participe en 2019 et en 2020[2].

## Faits marquants
- À la suite de la confirmation d'un cas de coronavirus dans la vallée de Coachella, où se déroule le 1er Masters 1000 de la saison à Indian Wells, le département de santé publique américain déclare une urgence de santé publique. Le dimanche 9 mars en soirée veille du début des matches, la direction du tournoi décide donc d'annuler l'édition 2020 à la suite de cet état d'urgence et propose de l'organiser à une date ultérieure[3],[4]. Par la suite, l'ATP décide d'annuler tous les tournois pendant six semaines à la suite de la pandémie qui s'est étendue en Europe[5], annulant les tournois de Miami, Houston, Marrakech, Monte-Carlo, Barcelone et Budapest.
- Le 17 mars, la direction de Roland-Garros annonce que le tournoi ne se déroulera pas au printemps mais du 20 septembre au 4 octobre 2020, toujours en raison de l'épidémie de coronavirus[6].
- Le 18 mars, la WTA, l'ATP et l'ITF prolongent la suspension des compétitions jusqu'au 7 juin[7], annulant les tournois de Madrid, Rome, Munich, Estoril, Genève et Lyon. C'est donc toute la saison sur terre battue européenne qui est supprimée à cause de la pandémie de coronavirus.
- Le 24 mars, les Jeux olympiques sont contraints d'être reportés à l'année suivante[8].
- Le 1er avril, la WTA, l'ATP et l'ITF prolongent la suspension des compétitions jusqu'au 13 juillet[9], annulant la saison sur gazon comprenant les tournois de Bois-le-Duc, Stuttgart, Queen's, Halle, Majorque, Eastbourne et Wimbledon. Pour la première fois depuis la Seconde Guerre mondiale, un tournoi du Grand Chelem n'aura donc pas lieu puisque Wimbledon est annulé.
- Le 15 mai, l'ATP prolonge à nouveau la suspension des compétitions jusqu'au 31 juillet, annulant ainsi les tournois de Hambourg, Bastad, Newport, Cabo San Lucas, Gstaad, Umag, Atlanta et Kitzbühel[10].
- Le 17 juin, l'ATP publie un nouveau calendrier provisoire qui débutera le 14 août[11], date repoussée par la suite au 22 août à la suite de l'annulation du tournoi de Washington. Le Masters de Toronto est annulé, ceux de Madrid et Rome sont reprogrammés en septembre juste avant Roland-Garros qui se déroule finalement du 27 septembre au 11 octobre 2020, soit une semaine plus tard que la date de report prévue. Les tournois de Tokyo et Bâle annoncent également leur annulation.
- Le 24 juillet, l'ATP annonce l'annulation des tournois prévus en Chine pour la fin de saison[12]: Shanghai, Pékin, Zhuhai et Chengdu.
- Début août, le Masters de Madrid est finalement annulé.
- En septembre, l'ATP annonce l'organisation de 4 nouveaux tournois à Cologne, en Sardaigne et à Noursoultan[13] et l'annulation de celui de Moscou.

## Classements

### Évolution du top 10
| Rang | Évolution             | Nom   | Points |
| ---- | --------------------- | ----- | ------ |
| 1    | Rafael Nadal          | 9 985 |        |
| 2    | Novak Djokovic        | 9 145 |        |
| 3    | Roger Federer         | 6 590 |        |
| 4    | Dominic Thiem         | 5 825 |        |
| 5    | Daniil Medvedev       | 5 705 |        |
| 6    | Stéfanos Tsitsipás    | 5 300 |        |
| 7    | Alexander Zverev      | 3 345 |        |
| 8    | Matteo Berrettini     | 2 870 |        |
| 9    | Roberto Bautista-Agut | 2 540 |        |
| 10   | Gaël Monfils          | 2 530 |        |

| Rang | Évolution             | Nom   | Points |
| ---- | --------------------- | ----- | ------ |
| 1    | Juan Sebastián Cabal  | 8 230 |        |
| 1    | Robert Farah          | 8 230 |        |
| 3    | Nicolas Mahut         | 7 180 |        |
| 4    | Horacio Zeballos      | 5 610 |        |
| 5    | Pierre-Hugues Herbert | 5 290 |        |
| 6    | Łukasz Kubot          | 5 090 |        |
| 7    | Marcelo Melo          | 4 910 |        |
| 8    | Raven Klaasen         | 4 665 |        |
| 9    | Kevin Krawietz        | 4 660 |        |
| 10   | Michael Venus         | 4 530 |        |

| Rang | Nom                | Points |
| ---- | ------------------ | ------ |
| 1    | Novak Djokovic     | 12 030 |
| 2    | Rafael Nadal       | 9 850  |
| 3    | Dominic Thiem      | 9 125  |
| 4    | Daniil Medvedev    | 8 470  |
| 5    | Roger Federer      | 6 630  |
| 6    | Stéfanos Tsitsipás | 5 925  |
| 7    | Alexander Zverev   | 5 525  |
| 8    | Andrey Rublev      | 4 119  |
| 9    | Diego Schwartzman  | 3 455  |
| 10   | Matteo Berrettini  | 3 075  |

| Rang | Nom                  | Points |
| ---- | -------------------- | ------ |
| 1    | Robert Farah         | 8 530  |
| 2    | Juan Sebastián Cabal | 8 440  |
| 3    | Horacio Zeballos     | 7 180  |
| 4    | Mate Pavić           | 6 950  |
| 5    | Wesley Koolhof       | 6 590  |
| 6    | Bruno Soares         | 6 430  |
| 7    | Nicolas Mahut        | 6 430  |
| 8    | Nikola Mektić        | 6 330  |
| 9    | Marcel Granollers    | 5 775  |
| 10   | Marcelo Melo         | 5 700  |
| 10   | Łukasz Kubot         | 5 700  |

### Statistiques du top 20
| Classement fin 2020 | Joueur                | Pays      | Points | Tournois joués | Classement fin 2019 | + élevé en 2020 | - élevé en 2020 | Évolution 2019-2020 |
| ------------------- | --------------------- | --------- | ------ | -------------- | ------------------- | --------------- | --------------- | ------------------- |
| 1                   | Novak Djokovic        | Serbie    | 12 030 | 9              | 2                   | 1               | 2               | 1                   |
| 2                   | Rafael Nadal          | Espagne   | 9 850  | 7              | 1                   | 1               | 2               | 1                   |
| 3                   | Dominic Thiem         | Autriche  | 9 125  | 8              | 4                   | 3               | 5               | 1                   |
| 4                   | Daniil Medvedev       | Russie    | 8 470  | 12             | 5                   | 4               | 6               | 1                   |
| 5                   | Roger Federer         | Suisse    | 6 630  | 1              | 3                   | 3               | 5               | 2                   |
| 6                   | Stéfanos Tsitsipás    | Grèce     | 5 925  | 13             | 6                   | 5               | 6               | en stagnation       |
| 7                   | Alexander Zverev      | Allemagne | 5 525  | 10             | 7                   | 7               | 7               | en stagnation       |
| 8                   | Andrey Rublev         | Russie    | 4 119  | 14             | 23                  | 8               | 23              | 15                  |
| 9                   | Diego Schwartzman     | Argentine | 3 455  | 12             | 14                  | 8               | 15              | 5                   |
| 10                  | Matteo Berrettini     | Italie    | 3 075  | 6              | 8                   | 8               | 10              | 2                   |
| 11                  | Gaël Monfils          | France    | 2 860  | 9              | 10                  | 9               | 11              | 1                   |
| 12                  | Denis Shapovalov      | Canada    | 2 830  | 14             | 15                  | 10              | 17              | 3                   |
| 13                  | Roberto Bautista-Agut | Espagne   | 2 710  | 9              | 9                   | 9               | 13              | 4                   |
| 14                  | Milos Raonic          | Canada    | 2 580  | 10             | 31                  | 14              | 37              | 17                  |
| 15                  | David Goffin          | Belgique  | 2 555  | 11             | 11                  | 10              | 15              | 4                   |
| 16                  | Pablo Carreño Busta   | Espagne   | 2 535  | 12             | 27                  | 15              | 30              | 11                  |
| 17                  | Fabio Fognini         | Italie    | 2 400  | 10             | 12                  | 11              | 17              | 5                   |
| 18                  | Stanislas Wawrinka    | Suisse    | 2 320  | 10             | 16                  | 13              | 20              | 2                   |
| 19                  | Grigor Dimitrov       | Bulgarie  | 2 260  | 11             | 20                  | 18              | 22              | 1                   |
| 20                  | Karen Khachanov       | Russie    | 2 245  | 15             | 17                  | 15              | 20              | 3                   |

### Gains en tournois
| #  | Joueur                | Simple      | Double    | Total       |
| -- | --------------------- | ----------- | --------- | ----------- |
| 1  | Novak Djokovic        | 6 435 158 $ | 76,075 $  | 6 511 233 $ |
| 2  | Dominic Thiem         | 6 024 876 $ | 5,880 $   | 6 030 576 $ |
| 3  | Rafael Nadal          | 3 856 127 $ | 25,075 $  | 3 881 202 $ |
| 4  | Daniil Medvedev       | 3 607 670 $ | 15,221 $  | 3 622 891 $ |
| 5  | Alexander Zverev      | 3 255 077 $ | 24,889 $  | 3 279 966 $ |
| 6  | Andrey Rublev         | 2 169 487 $ | 54,378 $  | 2 223 865 $ |
| 7  | Stéfanos Tsitsipás    | 2 093 232 $ | 13,218 $  | 2 106 450 $ |
| 8  | Pablo Carreño Busta   | 1 736 746 $ | 204,724 $ | 1 941 470 $ |
| 9  | Diego Schwartzman     | 1 550 441 $ | 34,928 $  | 1 585 369 $ |
| 10 | Roberto Bautista-Agut | 1 390 184 $ | 0 $       | 1 390 184 $ |

## Palmarès
| Grand Chelem     |
| ATP Finals       |
| ATP Masters 1000 |
| ATP 500          |
| ATP 250          |

### Simple
| No                                                                                      | Date       | Nom et lieu du tournoi                                | Catégorie    | Dotation       | Surface      | Vainqueur           | Finaliste             | Score                    |         |
| --------------------------------------------------------------------------------------- | ---------- | ----------------------------------------------------- | ------------ | -------------- | ------------ | ------------------- | --------------------- | ------------------------ | ------- |
| 1                                                                                       | 06/01/2020 | Qatar ExxonMobil Open, Doha                           | ATP 250      | 1 359 180 $    | Dur (ext.)   | Andrey Rublev       | Corentin Moutet       | 6-2, 7-63                | Tableau |
| 2                                                                                       | 13/01/2020 | ASB Classic, Auckland                                 | ATP 250      | 546 355 $      | Dur (ext.)   | Ugo Humbert         | Benoît Paire          | 7-62, 3-6, 7-65          | Tableau |
| 3                                                                                       | 13/01/2020 | Adelaide International, Adélaïde                      | ATP 250      | 546 355 $      | Dur (ext.)   | Andrey Rublev       | Lloyd Harris          | 6-3, 6-0                 | Tableau |
| 4                                                                                       | 20/01/2020 | Australian Open, Melbourne                            | G. Chelem    | 32 505 000 AU$ | Dur (ext.)   | Novak Djokovic      | Dominic Thiem         | 6-4, 4-6, 2-6, 6-3, 6-4  | Tableau |
| 5                                                                                       | 03/02/2020 | Open Sud de France, Montpellier                       | ATP 250      | 542 695 €      | Dur (int.)   | Gaël Monfils        | Vasek Pospisil        | 7-5, 6-3                 | Tableau |
| 6                                                                                       | 03/02/2020 | Tata Open Maharashtra, Pune                           | ATP 250      | 546 355 $      | Dur (ext.)   | Jiří Veselý         | Egor Gerasimov        | 7-62, 5-7, 6-3           | Tableau |
| 7                                                                                       | 03/02/2020 | Córdoba Open, Córdoba                                 | ATP 250      | 546 355 $      | Terre (ext.) | Cristian Garín      | Diego Schwartzman     | 2-6, 6-4, 6-0            | Tableau |
| 8                                                                                       | 10/02/2020 | ABN AMRO World Tennis Tournament, Rotterdam           | ATP 500      | 2 013 855 €    | Dur (int.)   | Gaël Monfils        | Félix Auger-Aliassime | 6-2, 6-4                 | Tableau |
| 9                                                                                       | 10/02/2020 | Argentina Open, Buenos Aires                          | ATP 250      | 611 420 $      | Terre (ext.) | Casper Ruud         | Pedro Sousa           | 6-1, 6-4                 | Tableau |
| 10                                                                                      | 10/02/2020 | New York Open, Long Island                            | ATP 250      | 719 320 $      | Dur (int.)   | Kyle Edmund         | Andreas Seppi         | 7-5, 6-1                 | Tableau |
| 11                                                                                      | 17/02/2020 | Rio Open presented by Claro, Rio de Janeiro           | ATP 500      | 1 759 905 $    | Terre (ext.) | Cristian Garín      | Gianluca Mager        | 7-63, 7-5                | Tableau |
| 12                                                                                      | 17/02/2020 | Delray Beach Open, Delray Beach                       | ATP 250      | 602 935 $      | Dur (ext.)   | Reilly Opelka       | Yoshihito Nishioka    | 7-5, 64-7, 6-2           | Tableau |
| 13                                                                                      | 17/02/2020 | Open 13 Provence, Marseille                           | ATP 250      | 691 880 €      | Dur (int.)   | Stéfanos Tsitsipás  | Félix Auger-Aliassime | 6-3, 6-4                 | Tableau |
| 14                                                                                      | 24/02/2020 | Abierto Mexicano Telcel, Acapulco                     | ATP 500      | 1 845 265 $    | Dur (ext.)   | Rafael Nadal        | Taylor Fritz          | 6-3, 6-2                 | Tableau |
| 15                                                                                      | 24/02/2020 | Dubai Duty Free Tennis Championships, Dubaï           | ATP 500      | 2 794 840 $    | Dur (ext.)   | Novak Djokovic      | Stéfanos Tsitsipás    | 6-3, 6-4                 | Tableau |
| 16                                                                                      | 24/02/2020 | Chile Dove Men+Care Open, Santiago                    | ATP 250      | 604 010 $      | Terre (ext.) | Thiago Seyboth Wild | Casper Ruud           | 7-5, 4-6, 6-3            | Tableau |
| Du 12 mars au 21 août 2020, l'ATP Tour est suspendu à cause de la pandémie de Covid-19. |            |                                                       |              |                |              |                     |                       |                          |         |
| 17                                                                                      | 22/08/2020 | Western & Southern Open, New York                     | Masters 1000 | 4 222 190 $    | Dur (ext.)   | Novak Djokovic      | Milos Raonic          | 1-6, 6-3, 6-4            | Tableau |
| 18                                                                                      | 31/08/2020 | US Open, Flushing Meadows                             | G. Chelem    | 21 656 000 $   | Dur (ext.)   | Dominic Thiem       | Alexander Zverev      | 2-6, 4-6, 6-4, 6-3, 7-66 | Tableau |
| 19                                                                                      | 08/09/2020 | Generali Open, Kitzbühel                              | ATP 250      | 542 695 €      | Terre (ext.) | Miomir Kecmanović   | Yannick Hanfmann      | 6-4, 6-4                 | Tableau |
| 20                                                                                      | 14/09/2020 | Internazionali BNL d'Italia, Rome                     | Masters 1000 | 5 433 555 €    | Terre (ext.) | Novak Djokovic      | Diego Schwartzman     | 7-5, 6-3                 | Tableau |
| 21                                                                                      | 21/09/2020 | Hamburg European Open, Hambourg                       | ATP 500      | 1 770 865 €    | Terre (ext.) | Andrey Rublev       | Stéfanos Tsitsipás    | 6-4, 3-6, 7-5            | Tableau |
| 22                                                                                      | 27/09/2020 | Roland-Garros, Paris                                  | G. Chelem    | 18 209 040 €   | Terre (ext.) | Rafael Nadal        | Novak Djokovic        | 6-0, 6-2, 7-5            | Tableau |
| 23                                                                                      | 12/10/2020 | St. Petersburg Open, Saint-Pétersbourg                | ATP 500      | 1 243 790 $    | Dur (int.)   | Andrey Rublev       | Borna Ćorić           | 7-65, 6-4                | Tableau |
| 24                                                                                      | 12/10/2020 | bett1HULKS Indoors, Cologne                           | ATP 250      | 271 345 €      | Dur (int.)   | Alexander Zverev    | Félix Auger-Aliassime | 6-3, 6-3                 | Tableau |
| 25                                                                                      | 12/10/2020 | Forte Village Sardegna Open, Santa Margherita di Pula | ATP 250      | 271 345 €      | Terre (ext.) | Laslo Djere         | Marco Cecchinato      | 7-63, 7-5                | Tableau |
| 26                                                                                      | 19/10/2020 | European Open, Anvers                                 | ATP 250      | 394 800 €      | Dur (int.)   | Ugo Humbert         | Alex De Minaur        | 6-1, 7-64                | Tableau |
| 27                                                                                      | 19/10/2020 | bett1HULKS Championships, Cologne                     | ATP 250      | 271 345 €      | Dur (int.)   | Alexander Zverev    | Diego Schwartzman     | 6-2, 6-1                 | Tableau |
| 28                                                                                      | 26/10/2020 | Erste Bank Open, Vienne                               | ATP 500      | 1 409 510 €    | Dur (int.)   | Andrey Rublev       | Lorenzo Sonego        | 6-4, 6-4                 | Tableau |
| 29                                                                                      | 26/10/2020 | Astana Open, Noursoultan                              | ATP 250      | 273 345 $      | Dur (int.)   | John Millman        | Adrian Mannarino      | 7-5, 6-1                 | Tableau |
| 30                                                                                      | 02/11/2020 | Rolex Paris Masters, Paris                            | Masters 1000 | 3 343 725 €    | Dur (int.)   | Daniil Medvedev     | Alexander Zverev      | 5-7, 6-4, 6-1            | Tableau |
| 31                                                                                      | 08/11/2020 | Sofia Open, Sofia                                     | ATP 250      | 325 615 €      | Dur (int.)   | Jannik Sinner       | Vasek Pospisil        | 6-4, 3-6, 7-63           | Tableau |
| 32                                                                                      | 15/11/2020 | Nitto ATP Finals, Londres                             | Masters      | 5 700 000 $    | Dur (int.)   | Daniil Medvedev     | Dominic Thiem         | 4-6, 7-62, 6-4           | Tableau |

### Double
| No                                                                                      | Date       | Nom et lieu du tournoi                               | Catégorie    | Dotation       | Surface      | Vainqueurs                                          | Finalistes                           | Score              |         |
| --------------------------------------------------------------------------------------- | ---------- | ---------------------------------------------------- | ------------ | -------------- | ------------ | --------------------------------------------------- | ------------------------------------ | ------------------ | ------- |
| 1                                                                                       | 06/01/2020 | Qatar ExxonMobil Open Doha                           | ATP 250      | 1 359 180 $    | Dur (ext.)   | Rohan Bopanna Wesley Koolhof                        | Luke Bambridge Santiago González     | 3-6, 6-2, [10-6]   | Tableau |
| 2                                                                                       | 13/01/2020 | ASB Classic Auckland                                 | ATP 250      | 546 355 $      | Dur (ext.)   | Luke Bambridge Ben McLachlan                        | Marcus Daniell Philipp Oswald        | 7-63, 6-3          | Tableau |
| 3                                                                                       | 13/01/2020 | Adelaide International Adélaïde                      | ATP 250      | 546 355 $      | Dur (ext.)   | Máximo González Fabrice Martin                      | Ivan Dodig Filip Polášek             | 7-612, 6-3         | Tableau |
| 4                                                                                       | 20/01/2020 | Australian Open Melbourne                            | G. Chelem    | 32 505 000 AU$ | Dur (ext.)   | Rajeev Ram Joe Salisbury                            | Max Purcell Luke Saville             | 6-4, 6-2           | Tableau |
| 5                                                                                       | 03/02/2020 | Open Sud de France Montpellier                       | ATP 250      | 542 695 €      | Dur (int.)   | Nikola Čačić Mate Pavić                             | Dominic Inglot Aisam-Ul-Haq Qureshi  | 6-4, 64-7, [10-4]  | Tableau |
| 6                                                                                       | 03/02/2020 | Tata Open Maharashtra Pune                           | ATP 250      | 546 355 $      | Dur (ext.)   | André Göransson Christopher Rungkat                 | Jonathan Erlich Andrei Vasilevski    | 6-2, 3-6, [10-8]   | Tableau |
| 7                                                                                       | 03/02/2020 | Córdoba Open Córdoba                                 | ATP 250      | 546 355 $      | Terre (ext.) | Marcelo Demoliner Matwé Middelkoop                  | Leonardo Mayer Andrés Molteni        | 6-3, 7-64          | Tableau |
| 8                                                                                       | 10/02/2020 | ABN AMRO World Tennis Tournament Rotterdam           | ATP 500      | 2 013 855 €    | Dur (int.)   | Pierre-Hugues Herbert Nicolas Mahut                 | Henri Kontinen Jan-Lennard Struff    | 7-65, 4-6, [10-7]  | Tableau |
| 9                                                                                       | 10/02/2020 | Argentina Open Buenos Aires                          | ATP 250      | 611 420 $      | Terre (ext.) | Marcel Granollers Horacio Zeballos                  | Guillermo Durán Juan Ignacio Londero | 6-4, 5-7, [18-16]  | Tableau |
| 10                                                                                      | 10/02/2020 | New York Open Long Island                            | ATP 250      | 719 320 $      | Dur (int.)   | Dominic Inglot Aisam-Ul-Haq Qureshi                 | Steve Johnson Reilly Opelka          | 7-65, 7-66         | Tableau |
| 11                                                                                      | 17/02/2020 | Rio Open presented by Claro Rio de Janeiro           | ATP 500      | 1 759 905 $    | Terre (ext.) | Marcel Granollers Horacio Zeballos                  | Salvatore Caruso Federico Gaio       | 6-4, 5-7, [10-7]   | Tableau |
| 12                                                                                      | 17/02/2020 | Delray Beach Open Delray Beach                       | ATP 250      | 602 935 $      | Dur (ext.)   | Bob Bryan Mike Bryan                                | Luke Bambridge Ben McLachlan         | 3-6, 7-5, [10-5]   | Tableau |
| 13                                                                                      | 17/02/2020 | Open 13 Provence Marseille                           | ATP 250      | 691 880 €      | Dur (int.)   | Nicolas Mahut Vasek Pospisil                        | Wesley Koolhof Nikola Mektić         | 6-3, 6-4           | Tableau |
| 14                                                                                      | 24/02/2020 | Abierto Mexicano Telcel Acapulco                     | ATP 500      | 1 845 265 $    | Dur (ext.)   | Łukasz Kubot Marcelo Melo                           | Juan Sebastián Cabal Robert Farah    | 7-66, 64-7, [11-9] | Tableau |
| 15                                                                                      | 24/02/2020 | Dubai Duty Free Tennis Championships Dubaï           | ATP 500      | 2 794 840 $    | Dur (ext.)   | John Peers Michael Venus                            | Raven Klaasen Oliver Marach          | 6-3, 6-2           | Tableau |
| 16                                                                                      | 24/02/2020 | Chile Dove Men+Care Open Santiago                    | ATP 250      | 604 010 $      | Terre (ext.) | Roberto Carballés Baena Alejandro Davidovich Fokina | Marcelo Arévalo Jonny O'Mara         | 7-63, 6-1          | Tableau |
| Du 12 mars au 21 août 2020, l'ATP Tour est suspendu à cause de la pandémie de Covid-19. |            |                                                      |              |                |              |                                                     |                                      |                    |         |
| 17                                                                                      | 22/08/2020 | Western & Southern Open New York                     | Masters 1000 | 4 222 190 $    | Dur (ext.)   | Pablo Carreño Busta Alex De Minaur                  | Jamie Murray Neal Skupski            | 6-2, 7-5           | Tableau |
| 18                                                                                      | 31/08/2020 | US Open Flushing Meadows                             | G. Chelem    | 21 656 000 $   | Dur (ext.)   | Mate Pavić Bruno Soares                             | Wesley Koolhof Nikola Mektić         | 7-5, 6-3           | Tableau |
| 19                                                                                      | 08/09/2020 | Generali Open Kitzbühel                              | ATP 250      | 542 695 €      | Terre (ext.) | Austin Krajicek Franko Škugor                       | Marcel Granollers Horacio Zeballos   | 7-65, 7-5          | Tableau |
| 20                                                                                      | 14/09/2020 | Internazionali BNL d'Italia Rome                     | Masters 1000 | 5 433 555 €    | Terre (ext.) | Marcel Granollers Horacio Zeballos                  | Jérémy Chardy Fabrice Martin         | 6-4, 5-7, [10-8]   | Tableau |
| 21                                                                                      | 21/09/2020 | Hamburg European Open Hambourg                       | ATP 500      | 1 770 865 €    | Terre (ext.) | John Peers Michael Venus                            | Ivan Dodig Mate Pavić                | 6-3, 6-4           | Tableau |
| 22                                                                                      | 27/09/2020 | Roland-Garros Paris                                  | G. Chelem    | 18 209 040 €   | Terre (ext.) | Kevin Krawietz Andreas Mies                         | Mate Pavić Bruno Soares              | 6-3, 7-5           | Tableau |
| 23                                                                                      | 12/10/2020 | St. Petersburg Open Saint-Pétersbourg                | ATP 500      | 1 243 790 $    | Dur (int.)   | Jürgen Melzer Édouard Roger-Vasselin                | Marcelo Demoliner Matwé Middelkoop   | 6-2, 7-64          | Tableau |
| 24                                                                                      | 12/10/2020 | bett1HULKS Indoors Cologne                           | ATP 250      | 271 345 €      | Dur (int.)   | Pierre-Hugues Herbert Nicolas Mahut                 | Łukasz Kubot Marcelo Melo            | 6-4, 6-4           | Tableau |
| 25                                                                                      | 12/10/2020 | Forte Village Sardegna Open Santa Margherita di Pula | ATP 250      | 271 345 €      | Terre (ext.) | Marcus Daniell Philipp Oswald                       | Juan Sebastián Cabal Robert Farah    | 6-3, 6-4           | Tableau |
| 26                                                                                      | 19/10/2020 | European Open Anvers                                 | ATP 250      | 394 800 €      | Dur (int.)   | John Peers Michael Venus                            | Rohan Bopanna Matwé Middelkoop       | 6-3, 6-4           | Tableau |
| 27                                                                                      | 19/10/2020 | bett1HULKS Championships Cologne                     | ATP 250      | 271 345 €      | Dur (int.)   | Raven Klaasen Ben McLachlan                         | Kevin Krawietz Andreas Mies          | 6-2, 6-4           | Tableau |
| 28                                                                                      | 26/10/2020 | Erste Bank Open Vienne                               | ATP 500      | 1 409 510 €    | Dur (int.)   | Łukasz Kubot Marcelo Melo                           | Jamie Murray Neal Skupski            | 7-65, 7-5          | Tableau |
| 29                                                                                      | 26/10/2020 | Astana Open Noursoultan                              | ATP 250      | 273 345 $      | Dur (int.)   | Sander Gillé Joran Vliegen                          | Max Purcell Luke Saville             | 7-5, 6-3           | Tableau |
| 30                                                                                      | 02/11/2020 | Rolex Paris Masters Paris                            | Masters 1000 | 3 343 725 €    | Dur (int.)   | Félix Auger-Aliassime Hubert Hurkacz                | Mate Pavić Bruno Soares              | 63-7, 7-67, [10-2] | Tableau |
| 31                                                                                      | 08/11/2020 | Sofia Open Sofia                                     | ATP 250      | 325 615 €      | Dur (int.)   | Jamie Murray Neal Skupski                           | Jürgen Melzer Édouard Roger-Vasselin | Forfait            | Tableau |
| 32                                                                                      | 15/11/2020 | Nitto ATP Finals Londres                             | Masters      | 5 700 000 $    | Dur (int.)   | Wesley Koolhof Nikola Mektić                        | Jürgen Melzer Édouard Roger-Vasselin | 6-2, 3-6, [10-5]   | Tableau |

### Double mixte
| No | Date       | Nom et lieu du tournoi    | Catégorie | Dotation    | Surface    | Vainqueurs                       | Finalistes                         | Score            |         |
| -- | ---------- | ------------------------- | --------- | ----------- | ---------- | -------------------------------- | ---------------------------------- | ---------------- | ------- |
| 1  | 20/01/2020 | Australian Open Melbourne | G. Chelem | 682 000 AU$ | Dur (ext.) | Barbora Krejčíková Nikola Mektić | Bethanie Mattek-Sands Jamie Murray | 5-7, 6-4, [10-1] | Tableau |

### Compétitions par équipes
La finale de l'ATP Cup se joue entre la Serbie et l'Espagne.
|  | Équipe 1 | Score | Équipe 2 |  |
|  | Serbie   | 2 – 1 | Espagne  |  |

La phase qualificative de la Coupe Davis 2020 se déroule en mars. La phase finale devait se jouer du 23 au 29 novembre 2020 à Madrid mais elle est reportée à 2021 en raison de la pandémie de Covid-19.

## Informations statistiques
| Catégorie \ Surface | Dur    | Terre | Gazon | Total  |
| Grand Chelem        | 2      | 1     | 0     | 3      |
| ATP Finals          | 1(1)   | 0     | 0     | 1(1)   |
| ATP Masters 1000    | 2(1)   | 1     | 0     | 3(1)   |
| ATP 500             | 5(3)   | 2     | 0     | 7(3)   |
| ATP 250             | 13(8)  | 5     | 0     | 18(8)  |
| Total               | 23(13) | 9     | 0     | 32(13) |

Entre parenthèses le nombre de tournois se déroulant en intérieur.

### En simple
| Joueur                                                                                                | Période                 | Semaines | Cumul |
| --- | ----------------------- | -------- | ----- |
| Rafael Nadal                                                                                          | 1er janvier - 2 février | 5        | 5     |
| Novak Djokovic                                                                                        | 3 février - 22 mars     | 7        | 7     |
| Gel des points ATP et du nombre de semaines à la tête du classement ATP dû à la pandémie de Covid-19. |                         |          |       |
| Novak Djokovic                                                                                        | 24 août - 31 décembre   | 19       | 26    |

| Joueur              | Nombre | Titre(s)                                            |
| ------------------- | ------ | --------------------------------------------------- |
| Andrey Rublev       | 5      | Doha, Adélaïde, Hambourg, Saint-Pétersbourg, Vienne |
| Novak Djokovic      | 4      | Open d'Australie, Dubaï, Cincinnati, Rome           |
| Cristian Garín      | 2      | Córdoba, Rio de Janeiro                             |
| Ugo Humbert         | 2      | Auckland, Anvers                                    |
| Daniil Medvedev     | 2      | Paris-Bercy, Masters                                |
| Gaël Monfils        | 2      | Montpellier, Rotterdam                              |
| Rafael Nadal        | 2      | Acapulco, Roland-Garros                             |
| Alexander Zverev    | 2      | Cologne I, Cologne II                               |
| Laslo Djere         | 1      | Sardaigne                                           |
| Kyle Edmund         | 1      | Long Island                                         |
| Miomir Kecmanović   | 1      | Kitzbühel                                           |
| John Millman        | 1      | Noursoultan                                         |
| Reilly Opelka       | 1      | Delray Beach                                        |
| Casper Ruud         | 1      | Buenos Aires                                        |
| Thiago Seyboth Wild | 1      | Santiago                                            |
| Jannik Sinner       | 1      | Sofia                                               |
| Dominic Thiem       | 1      | US Open                                             |
| Stéfanos Tsitsipás  | 1      | Marseille                                           |
| Jiří Veselý         | 1      | Pune                                                |

| Joueur              | Début de carrière | Premier titre |
| ------------------- | ----------------- | ------------- |
| Ugo Humbert         | 2016              | Auckland      |
| Miomir Kecmanović   | 2017              | Kitzbühel     |
| John Millman        | 2006              | Noursoultan   |
| Casper Ruud         | 2016              | Buenos Aires  |
| Thiago Seyboth Wild | 2017              | Santiago      |
| Jannik Sinner       | 2018              | Sofia         |

| Pays        | Total | Nombre par surface | Nombre par surface | Nombre par surface | Titre(s)                                                                  |
| Pays        | Total | Dur                | Terre              | Gazon              | Titre(s)                                                                  |
| Russie      | 7     | 6                  | 1                  | 0                  | Doha, Adélaïde, Hambourg, Saint-Pétersbourg, Vienne, Paris-Bercy, Masters |
| Serbie      | 6     | 3                  | 3                  | 0                  | Open d'Australie, Dubaï, Cincinnati, Kitzbühel, Rome, Sardaigne           |
| France      | 4     | 4                  | 0                  | 0                  | Auckland, Montpellier, Rotterdam, Anvers                                  |
| Allemagne   | 2     | 2                  | 0                  | 0                  | Cologne I, Cologne II                                                     |
| Chili       | 2     | 0                  | 2                  | 0                  | Córdoba, Rio de Janeiro                                                   |
| Espagne     | 2     | 1                  | 1                  | 0                  | Acapulco, Roland-Garros                                                   |
| Australie   | 1     | 1                  | 0                  | 0                  | Noursoultan                                                               |
| Autriche    | 1     | 1                  | 0                  | 0                  | US Open                                                                   |
| Brésil      | 1     | 0                  | 1                  | 0                  | Santiago                                                                  |
| États-Unis  | 1     | 1                  | 0                  | 0                  | Delray Beach                                                              |
| Grèce       | 1     | 1                  | 0                  | 0                  | Marseille                                                                 |
| Italie      | 1     | 1                  | 0                  | 0                  | Sofia                                                                     |
| Norvège     | 1     | 0                  | 1                  | 0                  | Buenos Aires                                                              |
| Tchéquie    | 1     | 1                  | 0                  | 0                  | Pune                                                                      |
| Royaume-Uni | 1     | 1                  | 0                  | 0                  | Long Island                                                               |

### En double
| Joueur                                                                                                | Période                 | Semaines | Cumul |
| --- | ----------------------- | -------- | ----- |
| Juan Sebastián Cabal Robert Farah                                                                     | 1er janvier - 2 février | 5        | 5     |
| Robert Farah                                                                                          | 3 février - 22 mars     | 7        | 12    |
| Gel des points ATP et du nombre de semaines à la tête du classement ATP dû à la pandémie de Covid-19. |                         |          |       |
| Robert Farah                                                                                          | 24 août - 31 décembre   | 19       | 31    |

| Joueur                | Nombre | Titres                             |
| --------------------- | ------ | ---------------------------------- |
| Marcel Granollers     | 3      | Buenos Aires, Rio de Janeiro, Rome |
| Nicolas Mahut         | 3      | Rotterdam, Marseille, Cologne I    |
| John Peers            | 3      | Dubaï, Hambourg, Anvers            |
| Michael Venus         | 3      | Dubaï, Hambourg, Anvers            |
| Horacio Zeballos      | 3      | Buenos Aires, Rio de Janeiro, Rome |
| Pierre-Hugues Herbert | 2      | Rotterdam, Cologne I               |
| Wesley Koolhof        | 2      | Doha, Masters                      |
| Łukasz Kubot          | 2      | Acapulco, Vienne                   |
| Ben McLachlan         | 2      | Auckland, Cologne II               |
| Marcelo Melo          | 2      | Acapulco, Vienne                   |
| Mate Pavić            | 2      | Montpellier, US Open               |

| Joueur                      | Début de carrière | Premier titre |
| --------------------------- | ----------------- | ------------- |
| Félix Auger-Aliassime       | 2016              | Paris-Bercy   |
| Roberto Carballés Baena     | 2011              | Santiago      |
| Alejandro Davidovich Fokina | 2019              | Santiago      |
| Alex De Minaur              | 2016              | Cincinnati    |
| André Göransson             | 2011              | Pune          |
| Hubert Hurkacz              | 2015              | Paris-Bercy   |
| Christopher Rungkat         | 2007              | Pune          |

| Pays             | Nombre | Titres                                                       |
| ---------------- | ------ | ------------------------------------------------------------ |
| Espagne          | 5      | Buenos Aires, Rio de Janeiro, Santiago, Cincinnati, Rome     |
| France           | 5      | Adélaïde, Rotterdam, Marseille, Cologne I, Saint-Pétersbourg |
| Argentine        | 4      | Adélaïde, Buenos Aires, Rio de Janeiro, Rome                 |
| Australie        | 4      | Dubaï, Cincinnati, Hambourg, Anvers                          |
| Brésil           | 4      | Córdoba, Acapulco, US Open, Vienne                           |
| Croatie          | 4      | Montpellier, US Open, Kitzbühel, Masters                     |
| Nouvelle-Zélande | 4      | Dubaï, Hambourg, Sardaigne, Anvers                           |
| Royaume-Uni      | 4      | Auckland, Open d'Australie, Long Island, Sofia               |
| États-Unis       | 3      | Open d'Australie, Delray Beach, Kitzbühel                    |
| Pays-Bas         | 3      | Doha, Córdoba, Masters                                       |
| Pologne          | 3      | Acapulco, Vienne, Paris-Bercy                                |
| Autriche         | 2      | Sardaigne, Saint-Pétersbourg                                 |
| Canada           | 2      | Marseille, Paris-Bercy                                       |
| Japon            | 2      | Auckland, Cologne II                                         |
| Afrique du Sud   | 1      | Cologne II                                                   |
| Allemagne        | 1      | Roland-Garros                                                |
| Belgique         | 1      | Noursoultan                                                  |
| Inde             | 1      | Doha                                                         |
| Indonésie        | 1      | Pune                                                         |
| Pakistan         | 1      | Long Island                                                  |
| Serbie           | 1      | Montpellier                                                  |
| Suède            | 1      | Pune                                                         |

## Retraits du circuit
Date du dernier match ou de l'annonce entre parenthèses.
- Bob Bryan (07/03/2020)
- Mike Bryan (07/03/2020)
- Steve Darcis (16/01/2020)
- Santiago Giraldo (21/02/2020)